# 덴보촌
덴보촌(일본어: 伝法村)은 일본 시즈오카현의 동부, 후지군에 속했던 촌이다. 
현재의 후지시 중부, 도메이 고속도로 후지 나들목 주변, 우루이강의 왼쪽 기슭에 해당한다.

## 역사
- 1889년 4월 1일 - 정촌제 시행에 의해 후지군 덴보촌이 성립하였다.
- 1941년 4월 3일 - 요시와라정에 편입해, 동일 덴보촌은 폐지되었다.

## 교통

### 철도
마을 서쪽 외곽을 후지 미노부 철도(현 미노부선, 당시 철도청이 임차. 당시에는 철도성이 임차)가 일부 구간만 지나고 있다. 

### 도로
현재는 도메이 고속도로가 구촌 지역을 통과해 후지 나들목이 위치해 있지만, 당시에는 미개통 상태였다. 

## 참고 문헌
- 角川日本地名大辞典編纂委員会,『角川日本地名大辞典 22 静岡県』, 角川書店, 1978年, ISBN 4040012208